# Triumph Trident 750-serie
De Triumph Trident 750-serie was een serie 750cc-motorfietsen die het Britse merk Triumph produceerde van 1968 tot 1975. De machines waren vrijwel identiek aan de BSA A75 Rocket 3.

De BSA Rocket 3 en de Triump Trident waren motorfietsen van de BSA-groep die simultaan werden ontwikkeld voor de merken BSA en Triumph, die beiden van die groep deel uitmaakten. Het waren driecilinderviertaktmotoren. De BSA Rocket 3 en de Triumph Trident hadden het bedrijf in het begin van de jaren zeventig moeten redden, maar waren bij hun presentatie technisch al achterhaald door de Japanse industrie, met name de Honda CB 750 K0 met zijn 67pk-sterke viercilinderlijnmotor met schijfrem in het voorwiel.

## Naamgeving
Dat de BSA "A75 Rocket 3" ging heten was tamelijk logisch. De machine volgde de BSA A65 op en de typenaam "Rocket" was ook gebruikelijk bij het merk (BSA A10R Road Rocket, BSA A10R Super Rocket, BSA A10RGS Rocket Gold Star, BSA A65L/R Lightning Rocket, BSA A65R Rocket en BSA A65T/R Thunderbolt Rocket) en de "3" verwees naar het aantal cilinders. Dat laatste deed de "Trident" (drietand) ook, maar T150 lag wat moeilijker. Dergelijke aanduidingen hadden in het verleden verwezen naar de beloofde topsnelheid in mijl per uur. Daarbij stond de "T" voor "Tiger", de aanduiding voor de sportmodellen, zoals de 250cc-Triumph Tiger 70, de 350cc-Triumph Tiger 80 en Triumph Tiger 85, de 500cc-Triumph Tiger 90 en Triumph Tiger 100 en de 650cc-Triumph Tiger T110. Bij de Triumph T120 Bonneville 650 ging dit verhaal al niet meer op: die zou 193 km/uur moeten halen maar kwam niet verder dan 185 km/uur. De aanduiding "T150" kan dus slechts worden gezien als voortborduren op eerdere aanduidingen, want 241 km/uur was verre van realistisch. 

## Voorgeschiedenis
Bert Hopwood was een van de weinige Britse constructeurs die al in de jaren veertig nut zagen in de ontwikkeling van zware motorfietsen met meer dan twee cilinders. In 1943 had hij al een 700cc-viercilinder getekend, toen hij als vervanger van de boos vertrokken Edward Turner bij Triumph was gaan werken. Turner keerde echter nog in hetzelfde jaar terug en zette een streep door het project. In 1961 vroeg dezelfde Edward Turner aan Hopwood om hem op te volgen als directeur van het merk Triumph. Hopwood accepteerde de functie en liet Doug Hele de tekeningen maken voor een zware driecilinder. Triumph hoorde inmiddels tot de BSA-groep en de raad van bestuur daarvan (met Edward Turner als voorzitter) wees ook dit ontwerp af. Triumph produceerde in de jaren zestig nog steeds de verouderde 650cc-stoterstangen-paralleltwins, zoals de Triumph T120 Bonneville 650-serie, de Triumph 6T Thunderbird en de Triumph TR6 Trophy-serie, die technisch nog teruggingen tot de eerste, door Turner ontworpen Triumph Speed Twin uit 1937. Ook de topmodellen van BSA waren stoterstangentwins, de BSA A65-serie. Beide merken richtten zich vooral op de Amerikaanse markt, waar het merk BSA iets populairder was aan de Westkust en Triumph aan de Oostkust (daarom was het ook begrijpelijk dat de driecilinders onder beide merknamen werden uitgebracht). In 1964 verscheen Honda met de CB 450 "Black Bomber". Hoewel lichter en kleiner dan de machines van Triumph/BSA, had deze paralleltwin dubbele bovenliggende nokkenassen en hij leverde 43 pk, bijna evenveel als een Triumph T120 Bonneville.

## Ontwikkeling

### Prototypen P1 en P2
| Triumph P1 prototype uit 1965, feitelijk een T120 Bonneville met een ander motorblok. De middelste uitlaat lijkt te ontbreken, maar het uitlaatspruitstuk is verbonden met de balanspijp. |
| De Trident-motor met het distributiecarter en de vierversnellingsbak met kickstarter en schakelpedaal.                                                                                    |
| Aan de linkerkant het deksel van de primaire transmissie en het rempedaal. |

Rond 1964 begon men bij de BSA-groep weer te werken aan de driecilinders, maar de ontwikkeling werd ernstig vertraagd door discussie over het ontwerp en de weerstand van directeur Edward Turner, die twee cilinders genoeg vond. In 1965 was een eerste prototype, de P1, klaar en het leek erop dat de driecilinder in 1967 in productie zou kunnen gaan. Deze P1 had een boring van 63 mm en een slag van 80 mm, de maten die de Triumph Speed Twin tot 1958 had gebruikt. Inmiddels was de boring bij de Speed Twin en de Tiger 100 gegroeid tot 69 mm, maar met de kleinere boring zou het driecilinderblok nauwelijks breder dan een paralleltwin worden. Bovendien lagen de magazijnen nog vol met kleppen en zuigers van de oude Speed Twin. Om het grotere vermogen over te brengen was de primaire ketting vervangen door een tandwieltrein. Percy Tait was de meest logische keuze als testrijder, maar hij reed zijn 450 testkilometers 's avonds om uit het blikveld van Turner te blijven.
Toen Buddy Elmore in 1966 de Daytona 200 won met een Triumph met een boring van 69 mm en een slag van 65,5 mm, begonnen Doug Hele en Bert Hopwood in te zien dat een grotere boring wellicht ook mogelijk was. Het nieuwe prototype P2 kreeg een boring van 67 mm en een slag van 70 mm. Dat was ook niet toevallig, het waren de maten van de 250cc-BSA B25's. Deze machine kreeg ook een betere koeling en na veel tuningwerk haalde Doug Hele er niet minder dan 90 pk uit. De tandwieltrein voor de primaire transmissie was nu vervangen door een sterke triplexketting. 
In 1966 was de machine technisch productierijp, maar de directie van de BSA-groep vond dat er meer uiterlijk verschil met de bestaande modellen moest komen. De carrosserieontwerper Ogle Design (bekend van o.a. de Reliant Scimitar) kreeg de opdacht om de machine opnieuw te ontwerpen. Daardoor liep het project grote vertraging op. De beslissing van Ogle Design tot het ontwerpen van een grote, hoekige tank en veel plaatwerk voegde 18 kg én 18 maanden aan het project toe. Bovendien was het product zeer futuristisch, met veel hoekige elementen zoals de tank, die al snel de bijnaam "schoenendoos" kreeg. 

## Triumph T150 Trident
Na een afloop van een bestuursvergadering in 1965 merkte een deelnemer, sprekend over Honda, terloops op: "Oh by the way, I learned today that Honda will shortly be marketing a 750 cc capacity machine" (Oh trouwens, ik heb vandaag vernomen dat Honda binnenkort een machine met een capaciteit van 750 cc op de markt zal brengen). De vergadering werd meteen hervat, en Hopwoods plannen voor een 750cc-driecilinder kwamen uit de kast. De driecilinders werden nu in hoog tempo doorontwikkeld, maar men bleef bij beide merken vasthouden aan een "eigen gezicht" en de driecilinders werden twee versies in productie genomen: de Triumph T150 Trident en de BSA A75 Rocket 3. Dat terwijl andere Britse fabrikanten al tientallen jaren werkten met het badge-engineering-principe. Badge-engineering verlaagde de ontwerp- en productiekosten aanmerkelijk. Men ging bij de BSA-groep uit van een 500cc-tweecilinder Triumph T100, waar een derde cilinder aan gebouwd werd. Daardoor hield men ook vast aan de ouderwetse laagliggende nokkenassen, een vóór de krukas (voor de uitlaatkleppen), een achter de krukas (voor de inlaatkleppen). Uiteraard werd wel een 120°-krukas toegepast. De drie-in-twee uitlaat was futuristisch te noemen doordat er uit de enigszins afgeplatte dempers drie kleine pijpjes kwamen. De uitlaat van de middelste cilinder splitste zich in tweeën naar de beide andere uitlaten. Beide modellen hadden een blokmotor en een onder de tank geplaatste oliekoeler. De enkelvoudige droge platenkoppeling met diafragmaveer van Borg & Beck was ontwikkeld uit die van de BMC Mini. Beide merken gebruikten Girling-veer/demperelementen, maar bij de Triumph waren de veren ingesloten en bij de BSA waren ze open en zichtbaar. Om het "enorme vermogen" te verwerken moest Dunlop zelfs speciale banden ontwikkelen, de "Dunlop K81 Trigonic TT100". De Triumph Trident en de BSA Rocket 3 werden al in 1968 op de markt gezet, maar alleen in de Verenigde Staten. Klanten in Europa en zelfs in het Verenigd Koninkrijk moesten wachten tot 1969. De Amerikaanse modellen hadden - zoals het daar de mode was - een hoger stuur dan de Europese. Het blad Motorcycle Sport registreerde een topsnelheid van 125 mph (201 km/uur), marginaal sneller dan de eerste Honda CB 750 Four. Daarmee waren de Triumph Trident/BSA Rocket 3 de snelste productiemotoren ter wereld. De Amerikanen waren echter niet blij met de hoekige styling en veel dealers gebruikten tanks en zijdeksels van de T120 Bonneville om de machines verkoopbaar te maken. In Nederland kwam de Rocket 3 in januari 1969 op de markt voor 6.250 gulden. In april volgde de Triumph Trident, in principe dezelfde motorfiets maar voor een prijs van 6.650 gulden. In het eerste halfjaar van 1969 waren de Triumph en de BSA de enige multicilinders op de markt. De eerste Honda CB 750 werd pas in augustus op de Nürburgring getest door Ernst Leverkus. Honda had nu het voordeel dat het de machine voor een concurrerende prijs kon aanbieden, in Nederland was dat 6.500 gulden. Triumph verlaagde de prijs meteen tot hetzelfde bedrag, maar bood geen vier cilinders, geen bovenliggende nokkenas, geen startmotor, geen vijf versnellingen, geen elektrische richtingaanwijzers en ook geen schijfrem in het voorwiel en kon niet tippen aan het moderne ontwerp en de uitrusting van de Honda. 

### Motor
De motor was een dwarsgeplaatste luchtgekoelde staande driecilinderlijnmotor met een boring van 67 mm, een slag van 70 mm en een cilinderinhoud van 740,4 cc. De krukas was uit een stuk gesmeed en had geen vliegwiel nodig omdat ze werd gebalanceerd door de krukwangen. Er was een dry-sump-smeersysteem waarvan de olietank onder het zadel zat. De ontsteking werd verzorgd door een accu-bobinesysteem met afzonderlijke contactpuntjes. De machine had drie Amal Concentric 27mm-carburateurs. De beide nokkenassen lagen laag voor en achter het cilinderblok. Ze bedienden de kleppen via stoterstangen en tuimelaars. 

### Transmissie
Op het linker krukasuiteinde zat het tandwiel voor de primaire aandrijving, in dit geval een triplexketting die de enkelvoudige droge plaatkoppeling aandreef. De vierversnellingsbak was identiek aan die van de 650cc-Bonneville, maar de primaire as had een overbrengverhouding van 1,78:1 (bij de Bonneville was dat 2:1). Een bijkomend voordeel was dat de Trident wat makkelijker kon worden aangetrapt. 

### Rijwielgedeelte
De Triumph Trident had een semi-dubbel wiegframe met een enkele dikke buis die van het balhoofd naar de voor/onderkant van het blok liep waar ze in twee aparte buizen werd gesplitst. Voor zat een telescoopvork met rubber gaiters, achter een swingarm met twee Girling-veer/demperelementen waarbij de schroefveren met stalen hulzen waren afgedekt. In het voorwiel zat een duplexrem, achter een simplexrem. De Dunlop K81 Trigonic TT100-banden dankten hun naam aan de overwinning van Malcolm Uphill in de Production 750 TT van 1969, waar hij met zijn Triumph T120R Bonneville Thruxton meer dan 100 mijl per uur gemiddeld reed. 

### Kinderziekten
Bij de eerste series (1968-1970) van de Triumph Trident en de BSA Rocket 3 was het aantal fabrieksfouten niet gering. Ze werden weliswaar onder fabrieksgarantie verholpen, maar naast hoge kosten voor de fabriek deden ze de naam van de modellen geen goed. Zo gebeurde het regelmatig dat de tandwielen van de primaire transmissie niet in lijn stonden. Dan brak de triplexketting met grote gevolgen: soms sloegen alleen de tandwielen kapot, maar het gebeurde ook dat het carter of het zijdeksel scheurden of dat de linker kruktap scheef sloeg. In veel gevallen moest dan de hele motor worden vervangen. Problemen met het kleppenmechanisme kwamen veel voor. Van de 22 inschrijvers van een rijdersrapport van het Weekblad Motor in 1971 moesten er 10 de cilinderkop laten reviseren door scheef staande klepzittingen, ingeslagen klepstelen en kleppen en te snel versleten klepgeleiders. Ook lekkende koppakkingen kwamen voor, net als gaten in zuigers, gescheurde cilinderblokken, slechte krukaslagers en slijtende oliekeerringen.
| Bij de Triumph T150 Trident bleven de cilinders rechtop staan, maar bij de BSA A75 Rocket 3 helden ze 10° voorover wat de productie onnodig duur maakte. Een ander opmerkelijk verschil bij de motor was het distributiecarter aan de rechterkant. Bij de Triumph waren hier duidelijke grenzen te onderkennen: ondercarter, distributiedeel (nokkenassen) en versnellingsbak. De BSA had een lang ovaal carterdeksel waarin deze aparte onderdelen niet te onderscheiden waren. Bij Triumph ging men uit van het semi-dubbel wiegframe van de Triumph Bonneville, met een centrale buis onder het balhoofd die zich in een dubbele wieg splitste, de BSA kreeg vanaf het balhoofd een dubbel wiegframe zoals bij de BSA A65. De BSA A75RV Rocket 3 kreeg in 1971 een lichtgrijs frame, dat bij klanten helemaal niet in de smaak viel en dat ook weer snel werd vervangen door een zwart frame. De Triumph T150 Trident MkII had vanaf het begin een zwart frame. |

## Triumph T150 Trident MkII
| De T150 Trident MkII kreeg in 1971 gewone, ronde uitlaten, maar na een tijdje ook weer de hoekige "schoendoos"-tank. Inmiddels waren er ook richtingaanwijzers aangebracht. |
| John Cooper's BSA A75 Rocket 3 racer was op de kleur en het motorblok identiek aan de Triumph T150 "High Boy", die blauw/wit was.                                           |
| Slippery Sam |
| De Triumph X-75 Hurricane was eigenlijk een BSA Rocket 3, getuige de voorover hellende cilinders en het dubbele wiegframe                                                   |
| De vijfversnellings Triumph T150V Trident had weer de oude tank, maar een schijfrem in het voorwiel                                                                         |
| De Triumph T160 kreeg de BSA-motor en eindelijk een startmotor en linkse schakeling.                                                                                        |
| Door het gekantelde cilinderblok kwam er ruimte voor een startmotor |

In 1971 verschenen verbeterde versies van de Triumph en de BSA om tegemoet te komen aan de wensen van de Amerikaanse markt. De Triumph T150 Trident MkII kreeg een nieuwe conische naaf met duplexrem en een druppelvormige tank. Die rem voldeed goed op de tweecilinders, maar bij de driecilinders volgde veel kritiek. De machine had nu een hoog en breed "Cowhorn"-stuur, de stalen hulzen van de schokdempers waren weg en de ray gun-uitlaatdempers waren vervangen door ronde megafoons. De stalen zijpanelen waren vervangen door slankere polyester-exemplaren, de gaiters op de voorvork verdwenen en de machine kreeg een plattere koplamp en elektrische richtingaanwijzers. Het voorste kettingtandwiel was kleiner geworden, van 19 naar 18 tanden. Daardoor verbeterde de acceleratie, maar de topsnelheid werd iets lager: 193 km/uur. De meest opvallende wijzigingen waren uiterlijk: de druppeltank was zwart-wit en de spatborden zwart. In 1972 kwam de "schoenendoostank" echter weer terug.

## Triumph T150 Trident racer
In 1970 kreeg de Daytona 200 voor het eerst een "eerlijk" reglement. Tot die tijd mochten motorfietsen met kopkleppen slechts 500 cc meten, wat in het voordeel was van Harley-Davidson, dat nog 750cc-zijklepmotoren had. In 1970 moest men dat veranderen, omdat de American Motorcyclist Association aansluiting zocht bij de Fédération Internationale de Motocyclisme. Nu stond de 200 mijls-race open voor alle motorfietsen tot 750 cc, mits er daarvan minstens 200 in de Verenigde Staten verkocht waren. Doug Hele leidde de ontwikkeling van de 750cc-racers en de preparatie van de motoren, terwijl Rob North een speciaal dubbel wiegframe (ook voor de Triumph) bouwde. De BSA-groep ging zich sterk maken voor een speciale 750cc-klasse, en in 1971 werden de racers ingezet in Daytona, de Thruxton 500, de Formule 750 op Thruxton en de Production 750 TT. In juli 1971 kregen de coureurs echter te horen dat ze geen fabriekssteun meer zouden krijgen. Ze kregen wel de machines ter beschikking, maar moesten alle lasten verder zelf dragen. De BSA-groep was in zwaar weer gekomen en moest de prijzen verhogen, maar vreesde dat daardoor de verkoopcijfers nog verder zouden dalen. In dat jaar wonnen Percy Tait en Ray Pickrell de Bol d'Or met een Triumph en John Cooper versloeg Giacomo Agostini (MV Agusta) in de Mallory Park Race of the Year met een BSA, maar toen startten Percy Tait en Paul Smart al met Suzuki's. Gary Nixon reed een Yamaha omdat er geen fabrieks-BSA of Triumph voor hem was. Ook in Brands Hatch wist Cooper Agostini te kloppen. Ondanks de financiële problemen was de motor van Cooper toch gemodificeerd: er was een nieuwe koppeling en een lichtere krukas en daardoor woog alleen het motorblok al 4 kg minder. Het carter van de primaire aandrijving en de voornaaf waren nu van elektron. In totaal woog de racer nu nog slechts 158,5 kg. Het motorblok was nu ook meer centraal in het frame geplaatst, waardoor de handelbaarheid verbeterd werd. Eind 1971 won Cooper met zijn BSA ook nog de "Big Ontario" op de Ontario Motor Speedway. Het was een (door bougie-fabrikant Champion) ruim gesponsorde 250-mijlsrace met een prijzengeld van 50.000 dollar (170.000 gulden) Toeleveranciers van accessoires brachten nog eens hetzelfde bedrag in, waardoor er in totaal 350.000 gulden te verdienen was. Ook Paul Smart ging naar Ontario in de veronderstelling dat daar een fabrieks-BSA of Triumph zou staan, maar die was er niet. Hij startte met een Suzuki. 

### Daytona 200
Op 1 maart 1970 verscheepte de BSA-groep drie Triumph Trident's en drie BSA Rocket 3's naar de Verenigde Staten om daar op 15 maart aan de race deel te nemen. De machines waren geprepareerd onder supervisie van Doug Hele. Ze hadden speciale nokkenassen en stoterstangen, grotere kleppen en dus ook grotere (30 mm) Amal-racecarburateurs. De drie uitlaten kwamen nu samen in één megafoon en de machines hadden een door Rod Quaife ontwikkelde vijfversnellingsbak. De Lucas-bobines hingen voor extra koeling voor het motorcarter in de rijwind. De olietank was veel groter (5,6 liter) en de polyester benzinetank kon 22,5 liter bevatten. Alle machines hadden een dubbel wiegframe, maar dat was speciaal ontwikkeld voor de tweecilinder Triumph Bonneville waarmee Macolm Uphill in 1969 de Production 750 TT had gewonnen. De machines verschilden uiterlijk alleen van kleur (de BSA's hadden een rode tank en zitje en bij de Triumph's waren die blauw), maar onderhuids hadden de BSA's uiteraard de 10° voorover hellende motor. Er was een telescoopvork uit de serieproductie gebruikt, maar de trommelrem in het voorwiel werd door Fontana geleverd. Achter was een enkele schijfrem gebruikt, die in samenwerking met Lockheed was ontwikkeld. De stroomlijnkuip moest nog in de Verenigde Staten beproefd worden. Daarom waren er twee typen meegenomen, waarvan er één was ontwikkeld door de Royal Air Force in Farnborough. In de trainingen van de Daytona 200 bleken de Triumph's en de BSA's de snelsten te zijn. Gene Romero (Triumph) reed de snelste ronde, Mike Hailwood (BSA) was tweede en Gary Nixon (Triumph) was derde. De leiding wisselde in de race een aantal malen, door valpartijen en tankstops, maar uiteindelijk won Dick Mann met een Honda CR 750. Toch deden de Britse machines het goed, met Romero op de tweede plaats en Don Castro (Triumph) op de derde plaats. Mike Hailwood had aan de leiding gelegen maar viel uit met een gebroken zuiger. In 1971 zette de BSA-groep liefst 10 machines in de Daytona 200 in, weer gelijk verdeeld tussen de beide merken. De BSA-groep investeerde 1.000.000 dollar in het project. De machines hadden nu rondom schijfremmen, een lager frame, een verstevigde voorvork en een nieuwe stroomlijn. Men had nu ook de winnaar van 1970, Dick Mann, ingehuurd en hij won de Daytona 200 met een BSA. Gene Romero werd met een Triumph tweede en Don Emde werd met een BSA derde. Mike Hailwood (BSA) en Percy Tait (Triumph) hadden aanvankelijk de race geleid, maar Hailwood moest opgeven door een gebroken klep en Tait door een gebroken klepstoter.
In 1972 kwamen Triumph en BSA er in de Daytona 200 niet echt meer aan te pas. De 350cc-Yamaha TR 3 productieracers waren intussen makkelijk in staat de zware 750cc-viertakten te verslaan, en bovendien verscheen Norton met de Commando 750 en Suzuki met de 100pk-sterke tweetakt GT 750.

### Anglo-American Match Races
In de wegracewereld bestond de overtuiging dat het 750cc-raceconcept van de Daytona 200 succesvol zou kunnen zijn in Europa. De FIM wilde daar nog niet aan. Men gaf de Daytona 200 van 1971 zelfs niet de status van "Internationale race", waardoor een aantal rijders zich met een Canadese licentie moesten inschrijven. De BSA-groep had echter veel geïnvesteerd in haar racemachines, en wilde die in meer evenementen inzetten. In de Production 750 TT kon dat niet, omdat daar vrijwel standaard machines gebruikt moesten worden. Daarom organiseerde men in 1971 de Anglo-American Match Races, een racecerie op drie Britse circuits, die bestond uit zes wedstrijden (twee per dag) in het paasweekend. De races werden georganiseerd in samenwerking met de MCD-Group, die het beheer voerde op de circuits van Brands Hatch, Mallory Park en Oulton Park. Omdat de BSA-groep de serie financieel steunde bestonden beide teams uit vijf rijders met BSA- en Triumph-driecilinders. De Amerikanen hadden geen ervaring op de Britse circuits, met uitzondering van teamcaptain Gary Nixon, die in september 1970 de Mallory Park Race of the Year gewonnen had. De eerste races werden gereden op Brands Hatch. Gary Nixon brak zijn pols tijdens de training, waardoor het Amerikaanse team bestond uit de Triumph-rijder Don Castro en de BSA-rijders Dick Mann, Jim Rice, Dave Aldana en Don Emde. Het Britse team bestond uit Triumph-rijders Paul Smart, Percy Tait en Tony Jefferies en BSA-rijders Ray Pickrell en John Cooper. De Britse rijders waren in het voordeel, want zij hadden compactere en lichtere machines met kleinere tanks, zitjes en stroomlijnkuipen dan de Amerikaanse Daytona 200-versies. Bovendien werd in Amerika niet in de regen geracet en de eerste race op Goede Vrijdag 1971 was al nat. Toch konden de Amerikanen goed meekomen, dankzij hun ervaring op de glibberige dirt-tracks. Ze verloren nipt. De tweede manche op zaterdag was droog en nu werd Don Castro zelfs derde, achter Pickrell en Smart. Op Eerste Paasdag verhuisde men naar Mallory Park, waar het droog en zonnig was. Toch lagen de Britten lang op de eerste vier plaatsen met Pickrell, Smart, Cooper en Tait. Hoewel het een teamwedstrijd was waar het alleen om het verzamelen van punten ging, besloten ze toch onder elkaar het gevecht aan te gaan. Daardoor slipte Tait als eerste en daarna viel Smart. Pickrell won vóór Cooper, maar de derde plaats (Dick Mann) ging naar het team van de VS. Smart had zijn pink gebroken, maar won desondanks de vierde manche, vóór Pickrell en Cooper. Op tweede paasdag ging men naar Oulton Park, met een tussenstand van 114-97 punten in het voordeel van de Britten. Smart won de eerste race vóór Pickrell en Cooper. Daardoor zouden in de laatste race alle Britten uit moeten vallen om de Amerikanen nog een kans op de eindoverwinning te gunnen. Dat gebeurde niet: Paul Smart won, Dick Mann werd tweede en John Cooper werd derde. De eerste Anglo-American Match Races werden door het Britse team gewonnen met 183 tegen 137 punten. In 1972 Versloegen de Britten de Amerikanen opnieuw, maar nu werden er door het Britse team ook Nortons ingezet. De Amerikanen gebruikte ook andere motoren: Cal Rayborn kwam uit op een Harley-Davidson, Jody Nicholas en Art Baumann met een Suzuki, Dick Mann met een BSA en Don Emde met een door Gus Kuhn getunede Norton.

### Thruxton 500 en Formule 750
De Thruxton 500 was een race voor standaardmotoren, waaraan de fabrieksracers dus niet mochten deelnemen. De Thruxton 500 kende in 1971 naast de 500-mijlsrace ook een Formule 750-klasse, die over 200 mijlen werd verreden. Norton besloot die te laten schieten en zich helemaal te concentreren op de 500 mijlen, maar BSA/Triumph kwam in beide klassen aan de start. In tegenstelling tot de Thruxton 500 mochten in de Formule 750 wél speciale fabrieksracers starten. De eerste twee plaatsen waren voor Triumph Trident racers: Ray Pickrell en Paul Smart. De Thruxton 500 was de eerste race van de "Coupe d'Endurance", maar BSA/Triumph verscheen alleen in Thruxton. De 500-mijlsrace werd gewonnen door Percy Tait en Dave Croxford met een Triumph, met een beetje geluk want het Norton-team van Peter Williams en Charlie Sanby had een kwartier voor het einde twee ronden voorsprong toen Williams viel. 

### Production 750 TT
Triumph/BSA maakte in april 1970 (na de Daytona 200) bekend te zullen stoppen met alle race-activiteiten in Europa. Dat betrof dan eigenlijk alleen de Isle of Man TT, waar Triumph in 1967 en in 1969 nog de Production 750 TT gewonnen had. Hun rijder Malcolm Uphill vond het een belachelijk idee. Toen Honda echter bekendmaakte alles in het werk te stellen om met een Honda CB 750 de Production TT te winnen kwam Triumph op haar besluit terug. Uphill startte wel degelijk in de TT, mét een Triumph, en hij won zelfs. De machine had toen al twee schijfremmen in het voorwiel. In de volgende vijf jaar werd de Production TT gewonnen door één en dezelfde Triumph Trident, de beroemde Slippery Sam.

### Slippery Sam
Een van de Triumph Trident racers kreeg de bijnaam "Slippery Sam" en hij werd zelfs een beroemdheid. Het was een van de drie machines die aanvankelijk door Doug Hele voor de Production 750 TT van 1970 waren gebouwd. Tijdens de Bol d'Or 24-uursrace van 1970 werd de machine met nummer 2 bestuurd door Percy Tait en Steve Jolly. Door een defecte oliepomp werden de coureurs bijna volledig nat gespoten met olie, die zelfs in hun laarzen zat. Na verschillende keren olieverversen besloot het team te stoppen. Op aandringen van de Franse importeur ging men vanaf de 75e plaats echter weer van start en het team eindigde op de vijfde plaats. De race werd gewonnen door Tom Dickie en Paul Smart, eveneens met een Triumph Trident. Percy Tait noemde de motor "Old Slippery" en journalist Bob Curry gaf de machine in een artikel de naam Slippery Sam.
Hierna werd Slippery Sam de enige machine die vijf jaar achter elkaar een race in de Isle of Man TT won. Dat gebeurde in 1971 en 1972 met Ray Pickrell, in 1973 met Tony Jefferies, in 1974 met Mick Grant en in 1975, toen er wegens de lengte van de race met twee coureurs werd gereden, met Dave Croxford en Alex George. Bij een brand in het National Motorcycle Museum in Birmingham (2003) werd "Sam" grotendeels verwoest. Les Williams, de originele constructeur van 'Sam', restaureerde de motor weer tot in originele staat.

## Triumph X-75 Hurricane
Hoewel de Triumph X-75 Hurricane pas in 1972 op de markt kwam, lagen zijn wortels al in 1969 en feitelijk niet bij Triumph, maar bij BSA. De typenaam duidt daar ook op: "75" komt van de BSA A75 Rocket 3. De BSA-importeur voor de Amerikaanse Oostkust, Don Brown (BSA Inc), vond dat de BSA's er veel te braaf uitzagen. In dat jaar reden Dennis Hopper en Peter Fonda in de film Easy Rider met tot chopper verbouwde Harley-Davidsons. Zonder overleg met de fabriek gaf Brown ontwerper Craig Vetter de opdracht om de BSA A75 Rocket 3 helemaal opnieuw te ontwerpen. Vetter gaf de BSA een verlengde voorvork met andere kroonplaten en een hoog en breed stuur en verder was de machine tamelijk futuristisch, met polyesterdelen die vanaf de tank onder het zadel door naar de achterkant van het zadel liepen en drie uitlaten boven elkaar aan de rechterkant. Ook technisch waren er veranderingen aangebracht. Deze "BSA X-75 Hurricane" had al een vijfversnellingsbak en een nieuwe cilinderkop met bredere koelribben. Eind september 1969 werd het prototype al naar Engeland gestuurd, maar Bert Hopwood zag er niets in. De machine werd in een kelder gestald. In 1972 werd de BSA-groep verkocht aan Dennis Poore, die het merk BSA uit productie nam. In de BSA-fabriek in Small Heath lagen echter nog duizenden Rocket 3-blokken en men besloot om de Hurricane alsnog in productie te nemen onder de merknaam "Triumph". Zo werd de BSA X-75 Hurricane verkocht als Triumph X-75 Hurricane, met alle kenmerken van BSA: de voorover hellende cilinders en het dubbele wiegframe. De machine kostte 895 pond, terwijl een Honda CB 750-viercilinder slechts 761 pond kostte. De Triumph Hurricane werd echter redelijk populair in de VS en er werden er ongeveer 1.180 verkocht. 

## Triumph T150V Trident
In 1973, midden in de overgangsperikelen van de BSA-groep naar Norton-Villiers-Triumph werd de Triumph T150V Trident ontwikkeld, maar de productie kwam pas in het voorjaar van 1974 op gang. De "V" stond voor vijf versnellingen. De machine had weer de oude schoenendoostank en ook de gaiters op de voorvork waren weer terug. De machine had nu wel een 10 inch schijfrem in het voorwiel.
Het nieuwe model T 150 V had een 20,4 liter tank en de trommelrem in het voorwiel werd vervangen door een schijfrem. Hoewel motorjournalisten duidelijk moeite hadden om de Britse motorfietsen af te kraken, spraken de feiten toch boekdelen. Bij de Triumph Trident trilden tijdens een test van enkele duizenden kilometers de voeten van de voetsteunen, de lampen stuk en er werd zelfs een stuk van het papieren luchtfilter naar binnen gezogen, waardoor de cilinderkop gelicht moest worden. Het brandstofverbruik was erg hoog, de koppeling begon te slippen, en ergonomisch waren er ook een aantal problemen: het rempedaal zat te dicht bij, het schakelpedaal te ver weg, de kickstarter moest uitgeklapt blijven omdat hij anders in de kuit van de rijder prikte, de dimlichtschakelaar was moeilijk bereikbaar door de bevestigingsboutjes van het gashendel en zat buiten het bereik van de duim.
In 1973 bezetten de werknemers van de Triumph-fabriek in Meriden het bedrijf, als protest tegen de dreigende sluiting. Uiteindelijk werd de productie als The Meriden Motorcycle Co-Operative voortgezet, maar omdat men voor de driecilinder motorblokken afhankelijk was van de BSA-fabriek, duurde het tot april 1974 voordat men ook weer Triumph Tridents kon maken. Voor 1975 werden er zelfs aanpassingen gedaan: de compressieverhouding werd teruggebracht naar 8,25:1 en de gearing wordt weer korter door het achterste kettingtandwiel groter te maken.

## Triumph T160 Trident
In 1975 verscheen de nieuwe Triumph T160 Trident. Eindelijk was de schoenendoostank afgezworen en werd er gemoderniseerd, op het moment dat het al te laat was. Bij dit model was de BSA-motor met voorover hellend cilinderblok gebruikt. Dat had niet alleen esthetische redenen: doordat ook de carburateurs nu hoger en verder naar voren zaten, was er ruimte voor grotere luchtfilters en onder die carburateurs voor een startmotor. De voetschakeling was naar links verplaatst, zoals bij alle Japanse en de meeste Europese merken. Ook had de machine nu richtingaanwijzers en vier uitlaatbochten, wat de indruk van een viercilinder moest wekken. Tussen de snelheidsmeter en de toerenteller zat nu een klein dashboardje (zoals bij de Honda CB 750) met controlelampjes voor de richtingaanwijzers, de neutraalstand, groot/dimlicht en de ontsteking. Dat alles, samen met de door Triumph "Scallop design" (mosselschelp ontwerp) genoemde tank moest de machine beter verkoopbaar maken. Door het gekantelde blok kwam er wat meer druk op het voorwiel, waardoor het stuurgedrag verbeterde, maar de machine had als nadeel dat ze veel benzine verbruikte. 

## Triumph T160P Trident Police en T160 Cardinal
In 1975 stonden 512 Triumph T160 Tridents klaar voor aflevering, 288 voor Australië en 224 voor de Verenigde Staten. Het ministerie van defensie van Saoedi-Arabië plaatste bij Norton echter een order voor 580 politiemotoren (de Norton Commando 750 Interpol). De Villiers-fabriek in Wolverhampton waar de Nortons werden geproduceerd werd door het personeel bezet, maar in de BSA-fabriek in Small Heath stonden nog 288 Trident T160's voor Australië en 224 voor de VS. De keuze was snel gemaakt: In de particuliere verkoop konden de machines niet concurreren met de Japanners en zelfs de Britse politiekorpsen (met uitzondering van Yorkshire) waren al overgestapt op motorfietsen van BMW. De T160's werden omgebouwd tot politiemotor met de naam Triumph T160P Trident, met een groot toerscherm en zijkoffers en van een Norton-logo voorzien. 450 werden er naar Saoedi-Arabië verscheept en 150 stonden er op aflevering te wachten toen de Saoedi's de order cancelden vanwege de slechte betrouwbaarheid. De laatste 150 exemplaren werden als Triumph T160 Cardinal particulier verkocht.

## Triumph T180 Thunderbird III
Begin jaren zeventig kwam de naam "Thunderbird" enkele malen terug bij pogingen nieuwe driecilinders te ontwikkelen. Er was een T160 Thunderbird voorzien, die er nooit kwam, maar ook de T180 Thunderbird III, waarvan in elk geval twee prototypen werden gebouwd. Dit was in 1975, toen NVT al was opgericht en de productie van Triumph's bij de Meriden Motorcycle Co-operative plaatsvond. Het was zaak om een motorfiets te bouwen die qua vermogen op gelijke hoogte met de Honda CB 750 kwam. Men gebruikte daarvoor zuigers van de 650cc-paralleltwins, die een boring van 71 mm hadden. Daardoor kwam de cilinderinhoud op 831,4 cc. De ontwikkeling en de ombouw van de motorenfabriek in Small Heath werden echter te duur en de machine, die inmiddels ook zou moeten concurreren met de 82pk-sterke Kawasaki Z 900, kwam nooit op de markt.

## Einde productie
Op 24 december 1975 werd de laatste Triumph T160 Trident gebouwd. The Meriden Motorcycle Co-operative richtte zich vanaf dat moment vooral op de in 1973 geïntroduceerde  T140 Bonneville. In 1977 ging NVT failliet, maar in Meriden werden de tweecilinders geproduceerd tot 1983, toen de coöperatie van werknemers ook failliet ging. Toch was dat nog niet helemaal het einde van de Triumph-driecilinders. Racemanager Les Williams nam veel onderdelen die naar de schroothoop zouden gaan mee en kocht ook een groot aantal van de afgedankte Saoedische T160P's over. Daarmee bouwde hij geheel nieuwe en veel modernere ontwerpen, de Triumph Legend 741 en de Triumph Legend 964, waarvan hij tot in 1992 60 tot 70 exemplaren produceerde. Ook Norman Hyde bouwde eigen modellen op basis van de Triumph Trident.

## Technische gegevens
| Triumph                | P1                            | P2                            | T150 Trident                  | T150 Trident MkII             | T150 Trident racer                | X-75 Hurricane                | T150V Trident                 | T180 Thunderbird III          | T160 Trident                  | T160P Trident Police          | T160 Cardinal                 |      |
| ---------------------- | ----------------------------- | ----------------------------- | ----------------------------- | ----------------------------- | --------------------------------- | ----------------------------- | ----------------------------- | ----------------------------- | ----------------------------- | ----------------------------- | ----------------------------- | ---- |
| Periode                | 1965                          | 1966                          | 1968-1970                     | 1971-1972                     | 1970-1972                         | 1972-1973                     | 1974-1975                     | 1973                          | 1975-1977                     | 1975-1976                     | 1977                          |      |
| Categorie              | Prototype                     | Prototype                     | Sport                         | Sport                         | Wegracer                          | Custom                        | Sport                         | Prototype                     | Sport                         | Politie                       | Toer                          |      |
| Motortype              | Stoterstangen OHV             | Stoterstangen OHV             | Stoterstangen OHV             | Stoterstangen OHV             | Stoterstangen OHV                 | Stoterstangen OHV             | Stoterstangen OHV             | Stoterstangen OHV             | Stoterstangen OHV             | Stoterstangen OHV             | Stoterstangen OHV             |      |
| Bouwwijze              | Staande driecilinderlijnmotor | Staande driecilinderlijnmotor | Staande driecilinderlijnmotor | Staande driecilinderlijnmotor | Staande driecilinderlijnmotor     | Staande driecilinderlijnmotor | Staande driecilinderlijnmotor | Staande driecilinderlijnmotor | Staande driecilinderlijnmotor | Staande driecilinderlijnmotor | Staande driecilinderlijnmotor |      |
| Koeling                | Lucht met oliekoeler          | Lucht met oliekoeler          | Lucht met oliekoeler          | Lucht met oliekoeler          | Lucht met oliekoeler              | Lucht met oliekoeler          | Lucht met oliekoeler          | Lucht met oliekoeler          | Lucht met oliekoeler          | Lucht met oliekoeler          | Lucht met oliekoeler          |      |
| Boring                 | 63 mm                         | 67 mm                         | 67 mm                         | 67 mm                         | 67 mm                             | 67 mm                         | 67 mm                         | 71 mm                         | 67 mm                         | 67 mm                         | 67 mm                         |      |
| Slag                   | 80 mm                         | 70 mm                         | 70 mm                         | 70 mm                         | 70 mm                             | 70 mm                         | 70 mm                         | 70 mm                         | 70 mm                         | 70 mm                         | 70 mm                         |      |
| Cilinderinhoud         | 748,1 cc                      | 740,4 cc                      | 740,4 cc                      | 740,4 cc                      | 740,4 cc                          | 740,4 cc                      | 740,4 cc                      | 831,4 cc                      | 740,4 cc                      | 740,4 cc                      | 740,4 cc                      |      |
| Carburateur(s)         | Onbekend                      | Onbekend                      | 3 x Amal 626 Concentric 27 mm | 3 x Amal 626 Concentric 27 mm | 3 x Amal Grand Prix 30 mm         | 3 x Amal 626 Concentric 27 mm | 3 x Amal 626 Concentric 27 mm | 3 x Amal                      | 3 x Amal 626 Concentric 27 mm | 3 x Amal 626 Concentric 27 mm | 3 x Amal 626 Concentric 27 mm |      |
| Ontsteking             | Accu-bobine                   | Accu-bobine                   | Accu-bobine                   | Accu-bobine                   | Accu-bobine                       | Accu-bobine                   | Accu-bobine                   | Accu-bobine                   | Accu-bobine                   | Accu-bobine                   | Accu-bobine                   |      |
| Smeersysteem           | Dry-sumpsysteem               | Dry-sumpsysteem               | Dry-sumpsysteem               | Dry-sumpsysteem               | Dry-sumpsysteem                   | Dry-sumpsysteem               | Dry-sumpsysteem               | Dry-sumpsysteem               | Dry-sumpsysteem               | Dry-sumpsysteem               | Dry-sumpsysteem               |      |
| Startsysteem           | Kickstarter                   | Kickstarter                   | Kickstarter                   | Kickstarter                   | Duwstart                          | Kickstarter                   | Kickstarter                   | Startmotor                    | Startmotor                    | Startmotor                    | Startmotor                    |      |
| Compressieverhouding   | Onbekend                      | Onbekend                      | 9:1                           | 9:1                           | 10,4:1                            | 9:1                           | 9,1:1                         | Onbekend                      | 9,5:1                         | 9,5:1                         | 9,5:1                         |      |
| Max. Vermogen          | Onbekend                      | Onbekend                      | 58 pk bij 7.250 tpm           | 58 pk bij 7.250 tpm           | 84 pk bij 8.250 tpm               | 60 pk bij 7.250 tpm           | 60 pk bij 7.250 tpm           | 67 pk bij 8.300 tpm           | 60 pk bij 7.250 tpm           | 60 pk bij 7.250 tpm           | 60 pk bij 7.250 tpm           |      |
| Topsnelheid            | Onbekend                      | Onbekend                      | 200 km/uur                    | 193 km/uur                    | Onbekend                          | Onbekend                      | Onbekend                      | Onbekend                      | 194 km/uur                    | Onbekend                      | Onbekend                      |      |
| Primaire aandrijving   | Tandwielen                    | Triplexketting                | Triplexketting                | Triplexketting                | Triplexketting                    | Triplexketting                | Triplexketting                | Duplexketting                 | Duplexketting                 | Duplexketting                 | Duplexketting                 |      |
| Koppeling              | Onbekend                      | Onbekend                      | Enkelvoudige droge plaat      | Enkelvoudige droge plaat      | Enkelvoudige droge plaat          | Enkelvoudige droge plaat      | Enkelvoudige droge plaat      | Enkelvoudige droge plaat      | Enkelvoudige droge plaat      | Enkelvoudige droge plaat      | Enkelvoudige droge plaat      |      |
| Versnellingen          | 4                             | 4                             | 4                             | 4                             | 5                                 | 5                             | 5                             | 5                             | 5                             | 5                             | 5                             |      |
| Secundaire aandrijving | Ketting                       | Ketting                       | Ketting                       | Ketting                       | Ketting                           | Ketting                       | Ketting                       | Ketting                       | Ketting                       | Ketting                       | Ketting                       |      |
| Rijwielgedeelte        | Semi-dubbel wiegframe         | Semi-dubbel wiegframe         | Semi-dubbel wiegframe         | Semi-dubbel wiegframe         | Dubbel Wiegframe                  | Dubbel wiegframe              | Semi-dubbel wiegframe         | Onbekend                      | Semi-dubbel wiegframe         | Semi-dubbel wiegframe         | Semi-dubbel wiegframe         |      |
| Voorvork               | Telescoopvork                 | Telescoopvork                 | Telescoopvork                 | Telescoopvork                 | Telescoopvork                     | Telescoopvork                 | Telescoopvork                 | Telescoopvork                 | Telescoopvork                 | Telescoopvork                 | Telescoopvork                 |      |
| Achtervork             | Swingarm                      | Swingarm                      | Swingarm                      | Swingarm                      | Swingarm                          | Swingarm                      | Swingarm                      | Swingarm                      | Swingarm                      | Swingarm                      | Swingarm                      |      |
| Voorrem                | Trommelrem                    | Trommelrem                    | Trommelrem                    | Trommelrem                    | Trommelrem, vanaf 1971: schijfrem | Trommelrem                    | Schijfrem                     | Schijfrem                     | Schijfrem                     | Schijfrem                     | Schijfrem                     |      |
| Achterrem              | Trommelrem                    | Trommelrem                    | Trommelrem                    | Trommelrem                    | Schijfrem                         | Trommelrem                    | Trommelrem                    | Onbekend                      | Schijfrem                     | Schijfrem                     | Schijfrem                     |      |
| Tankinhoud             | Onbekend                      | Onbekend                      | 19 liter                      | 19 liter                      | 22,5 liter                        | 10 liter                      | 19 liter                      | Onbekend                      | 19 liter                      | 19 liter                      | 19 liter                      |      |
| Droog gewicht          | Onbekend                      | Onbekend                      | 213 kg                        | 213 kg                        | 162 kg, later 158,5 kg            | 205 kg                        | ca. 200 kg                    | Onbekend                      | 227 kg                        | Onbekend                      | Onbekend                      |      |
| BSA-model              | Geen                          | Geen                          | A75 Rocket 3                  | A75RV Rocket 3                | A75 Rocket 3 racer                | X-75 Hurricane                | Geen                          | Geen                          | Geen                          | Geen                          | Geen                          | Geen |

## Trivia

### Autobahnfest?
De Duitse journalist Ernst Leverkus bedacht eind jaren zestig de "Autobahntest". Als eerste reed een Moto Guzzi V7 van Hamburg naar Wenen en terug op topsnelheid om te zien hoe de motorfiets deze kwelling overleefde. De Moto Guzzi kreeg het predicaat "Autobahnfest" (snelwegbestendig). Dat lukte zo goed, dat de Guzzi-eigenaar bij de tweede test opnieuw deelnam toen de Triumph Trident werd getest. Hij zette zelfs zijn vriendin achterop de Guzzi. Deze test verliep minder probleemloos. Nog voor Wenen moest Triumph-testrijder Hans Ehlert worden vervangen omdat hij was "bevangen door de trillingen en de kou" en drie keer was geslipt door de sneeuw. De tweede Triumph-testrijder Peter Karlau miste een tankstation omdat de remstelmoer van de voorrem was losgetrild. Hij vloog tussen de pompen door, maar dat werd in die tijd met de mantel der liefde bedekt. Aan het einde van de tocht moest de onderweg gemonteerde nieuwe ketting weer worden vervangen, de achterband was versleten, de linker steun van de uitlaat was gebroken en de kleppen moesten worden gesteld, maar ook de Triumph was Autobahnfest. De Moto Guzzi, berijder en vriendin voltooiden de test opnieuw zonder problemen, afgezien van een door pekelwater nat geworden verdeler.